# Edwin S. George Building
El Edwin S. George Building, construido en 1908, está ubicado en 4612 Woodward Avenue en Midtown Detroit, Míchigan, en la esquina de Woodward y Garfield. En 1914, el nombre se cambió a Garfield Building. Fue incluido en el Registro Nacional de Lugares Históricos en 1993.

## Historia
Edwin S. George fue un importante hombre de negocios en Detroit a principios del siglo XX. Llegó a la ciudad en 1890 y trabajó como peletero, abriendo su propia compañía de peletería en 1897. Se involucró en la industria automotriz de Detroit y fue un importante desarrollador del tramo de la avenida Woodward entre Grand Circus Park y la avenida Warren.
En 1908, George contrató al arquitecto Albert Kahn para diseñar un edificio de dos pisos que incluiría espacio de alquiler para proveedores y fabricantes de autopartes. Este edificio se abrió como Edwin S. George Building. En 1914, se le agregó una adición de tres también diseñada por Kahn y cambió de nombre Garfield Building. George fue propietario del edificio hasta 1942, cuando se lo vendió a una empresa de inversión inmobiliaria. Wayne County Community College usó el edificio en la década de 1970. El edificio se convirtió en condominios en 2000 y se conoció como Lofts at Garfield.

## Arquitectura
El edificio original era un inmueble cuadrado de dos pisos con techo y fachada vidriada blanca de terracota. Se agregaron adornos para hacer atractivo el edificio. Los tres pisos agregados en 1914 son arquitectónicamente consistentes con los inferiores.